# Borocera aurantiaca
Borocera aurantiaca är en fjärilsart som beskrevs av Pierre E.L. Viette 1962. Borocera aurantiaca ingår i släktet Borocera och familjen ädelspinnare. Inga underarter finns listade i Catalogue of Life.